# Pu Nhi
Pu Nhi là một xã thuộc huyện Điện Biên Đông, tỉnh Điện Biên, Việt Nam.

## Địa lý
Xã Pu Nhi nằm ở phía tây huyện Điện Biên Đông, có vị trí địa lý:
- Phía đông giáp xã Na Son
- Phía tây thành phố Điện Biên Phủ
- Phía nam giáp xã Nong U
- Phía bắc giáp huyện Mường Ảng.

Xã Pu Nhi có diện tích 107,43 km², dân số năm 2022 là 5.647 người,  mật độ dân số đạt 52 người/km².
Xã Pú Nhi có 2 dân tộc chính là Mông và Thái, trong đó dân tộc Mông chiếm trên 70%.

## Hành chính
Xã Pu Nhi được chia thành 13 thôn, bản.

## Lịch sử
Ngày 7 tháng 10 năm 1995, Chính phủ ban hành Nghị định số 59-CP về việc chuyển xã Pu Nhi thuộc huyện Điện Biên về huyện Điện Biên Đông mới thành lập quản lý.
Ngày 6 tháng 6 năm 2005, Chính phủ ban hành Nghị định số 72/2005/NĐ-CP về việc thành lập xã Nong U trên cơ sở 7.900 ha diện tích tự nhiên và 2.478 nhân khẩu của xã Pu Nhi.
Sau khi điều chỉnh địa giới hành chính, xã Pu Nhi còn lại 10.000 ha diện tích tự nhiên và 3.597 nhân khẩu.
Ngày 10 tháng 7 năm 2019, HĐND tỉnh Điện Biên ban hành Nghị quyết số 116/NQ-HĐND về việc:
- Sáp nhập bản Huổi Tao C vào bản Huổi Tao A.
- Thành lập bản Háng Trợ trên cơ sở 3 bản: Háng Trợ A, Háng Trợ B, Háng Trợ C.
- Sáp nhập bản Phiêng Ngám vào bản Nậm Ngám A.
- Sáp nhập bản Phù Lồng C vào bản Phù Lồng A.
- Sáp nhập bản Pu Nhi D vào bản Pu Nhi A.
- Sáp nhập bản Pu Nhi C vào bản Pu Nhi B.